# Diplopteraster
Genre
Diplopteraster est un genre d'étoiles de mer de la famille des Pterasteridae.

## Liste des espèces
Selon World Register of Marine Species (2 février 2015) :
- Diplopteraster clarki Bernasconi, 1937 -- Amérique australe
- Diplopteraster hurleyi McKnight, 1973 -- Nouvelle-Zélande
- Diplopteraster multipes (M. Sars, 1866) -- Atlantique nord et Arctique (espèce-type)
- Diplopteraster otagoensis McKnight, 2006 -- Nouvelle-Zélande
- Diplopteraster peregrinator (Sladen, 1882) -- Océan Indien austral
- Diplopteraster semireticulatus (Sladen, 1882) -- Océan Indien austral
- Diplopteraster verrucosus (Sladen, 1882) -- Amérique australe

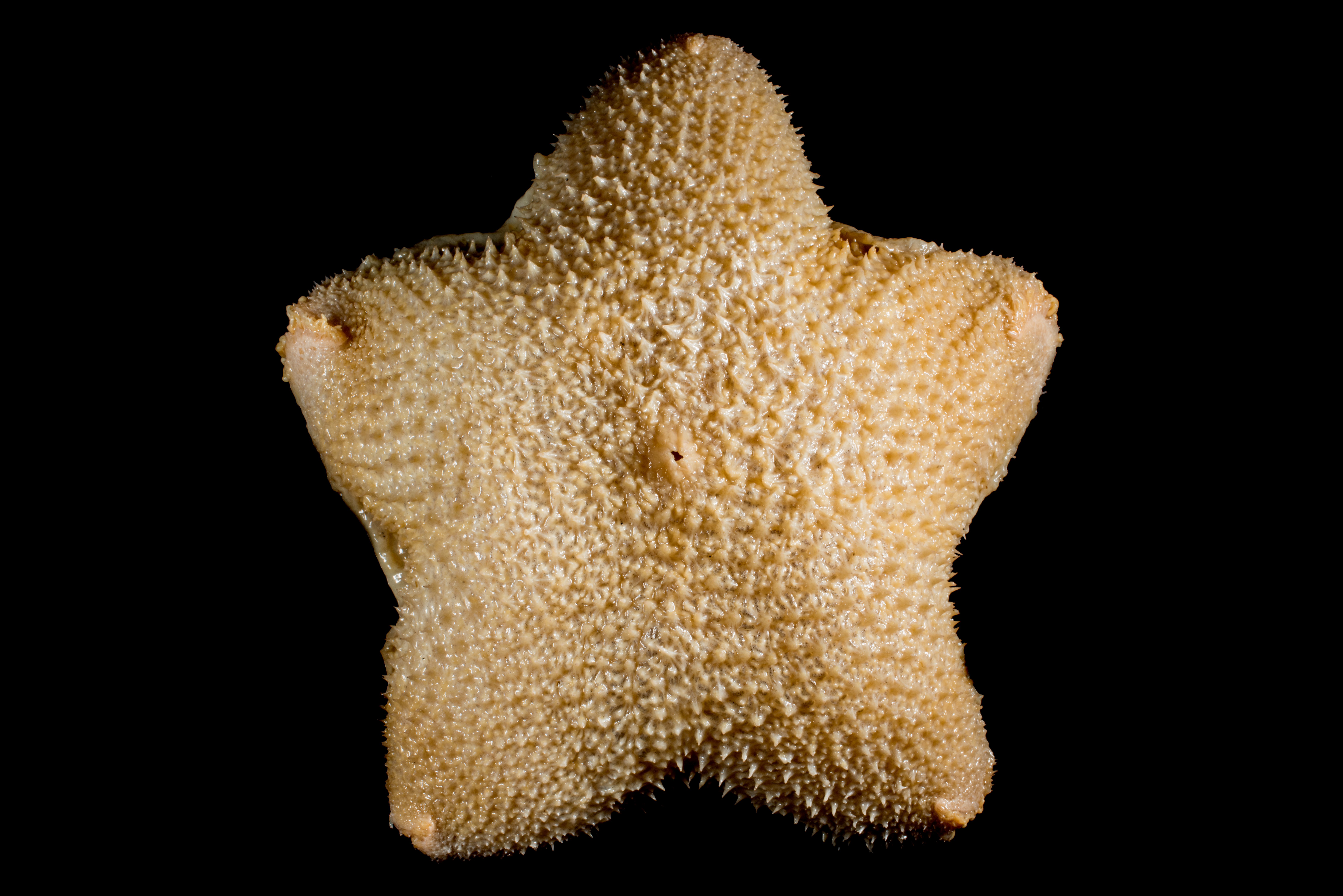
Diplopteraster multipes
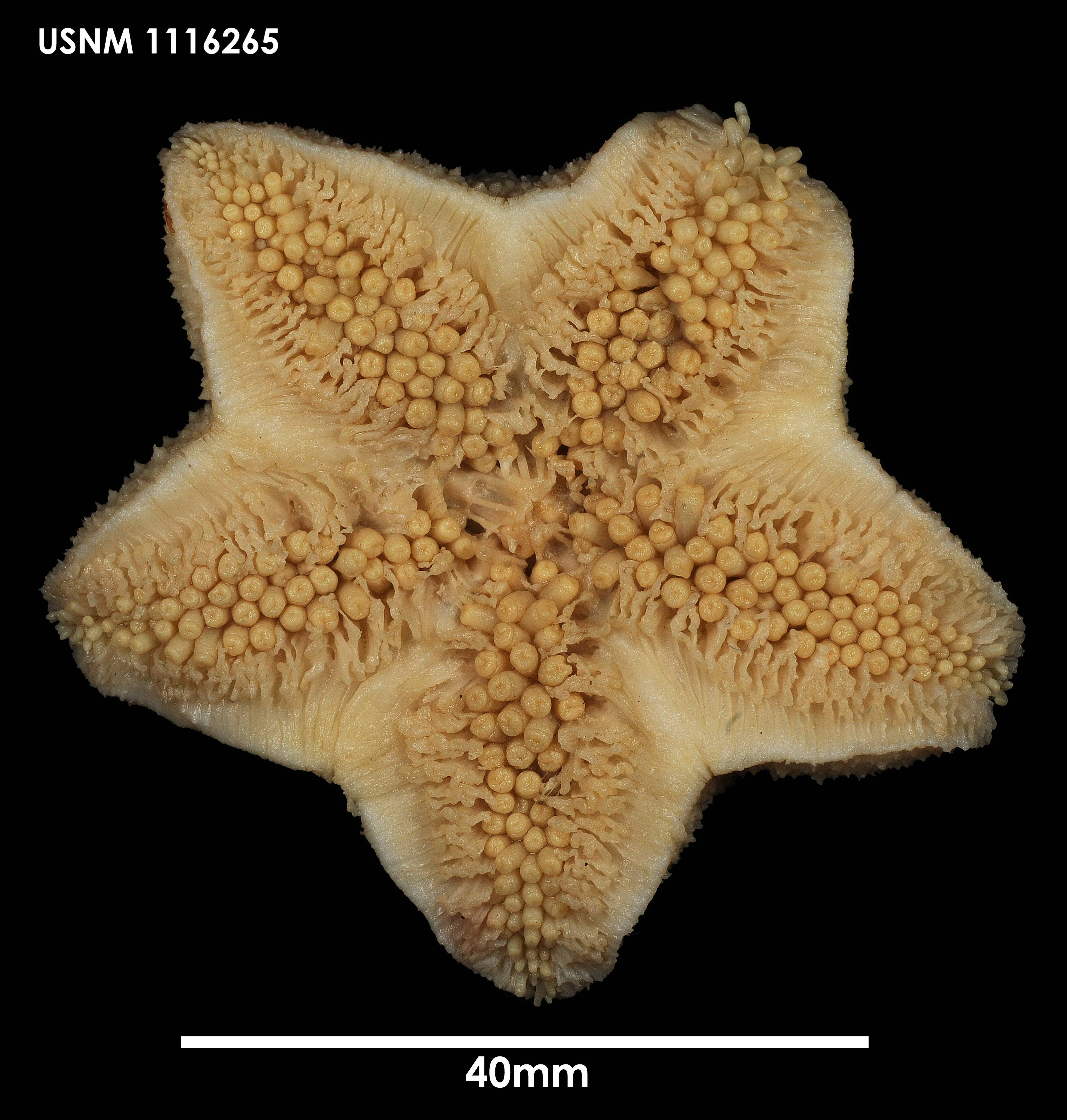
Diplopteraster verrucosus (face orale)